# Pterorhinus
Pterorhinus (lijstergaaien) is een geslacht van zangvogels uit de familie Leiothrichidae. De geslachtsnaam werd bedacht door de Britse dierkundige Robert Swinhoe die de naam toekende aan de Pater Davids lijstergaai (Pterorhinus davidi). 

## Taxonomie
In 2018 verscheen een uitgebreide studie naar alle soorten in de familie Leiothrichidae. Dit leidde tot het onderbrengen van een groot aantal soorten in andere geslachten. Soorten uit (voorheen) de geslachten Garrulax en Babax bleken meer met elkaar verwant en verwant met de Pater Davids lijstergaai; ze zijn daarom bij elkaar in dit geslacht geplaatst.

## Soorten
Het geslacht telt de volgende 23 soorten:
- Pterorhinus albogularis  – Witkeellijstergaai
- Pterorhinus berthemyi  – Kastanjevleugellijstergaai
- Pterorhinus caerulatus  – Witbuiklijstergaai
- Pterorhinus chinensis  – Zwartkeellijstergaai
- Pterorhinus courtoisi  – Ménégauxs lijstergaai
- Pterorhinus davidi  – Pater Davids lijstergaai
- Pterorhinus delesserti  – Indiase roodbuiklijstergaai
- Pterorhinus galbanus  – Geelbuiklijstergaai
- Pterorhinus gularis  – Roodbuiklijstergaai
- Pterorhinus koslowi  – Koslows babax
- Pterorhinus lanceolatus  – Gestreepte babax
- Pterorhinus mitratus  – Spiegellijstergaai
- Pterorhinus nuchalis  – Roodruglijstergaai
- Pterorhinus pectoralis  – Borstbandlijstergaai
- Pterorhinus perspicillatus  – Brillijstergaai
- Pterorhinus poecilorhynchus  – Rosse lijstergaai
- Pterorhinus ruficeps  – Roodkruinlijstergaai
- Pterorhinus ruficollis  – Roodneklijstergaai
- Pterorhinus sannio  – Swinhoes lijstergaai
- Pterorhinus treacheri  – Kastanjekaplijstergaai
- Pterorhinus vassali  – Zwartoorlijstergaai
- Pterorhinus waddelli  – Reuzenbabax
- Pterorhinus woodi  – Chinbabax